# Beddingestrand
Beddingestrand ist ein Ort (tätort) in der südschwedischen Provinz Skåne län und der historischen Provinz Schonen.
Der Ort in der Gemeinde Trelleborg liegt direkt an der schwedischen Südküste, an der Reichsstraße 9 zwischen Trelleborg und Ystad. Er entstand aus einer Ansammlung von Wochenendhäusern, welche im Laufe der Zeit zu ständig bewohnten Häusern wurden.
Ein geringer Teil (39 Hektar) der Fläche des Ortes mit 1308 Einwohnern (2015) gehört zur östlich benachbarten Gemeinde Skurup.